# Ernst Benedikt Kietz
Ernst Benedikt Kietz (* 1815 in Leipzig; † 31. Mai 1890 in Dresden) war ein deutscher Maler und Lithograf.

## Leben
Ernst Benedikt Kietz war der Sohn eines Oberpostsekretärs und einer ehemaligen Schauspielerin. Seine beiden jüngeren Brüder Gustav Adolph Kietz (1824–1908) und Theodor Kietz (1829–1898) wurden beide Bildhauer. Von 1831 bis 1838 studierte Ernst Benedikt Kietz an der Kunstakademie in Dresden unter Johann Friedrich Matthäi, Johann Carl Rößler und Ernst Rietschel. In den Jahren 1832, 1834 und 1838 nahm er mit Bildnissen der Dresdner Gesellschaft an den Dresdner Akademie-Ausstellungen teil. Ab 1838 war er Schüler im Atelier von Paul Delaroche in Paris. Er schloss Freundschaft mit Richard Wagner, der ihm 1840 ein Klavierstück in E-Dur (WWV 64, sogen. Albumblatt für Ernst Benedikt Kietz, „Lied ohne Worte“) widmete. Er nahm 1841 bis 1857 mehrmals am Pariser Salon teil. Über Malta reiste er 1853 nach Konstantinopel, auf dem Rückweg war er in Athen und Rom ansässig, ab ca. 1858 in Épernay. Im Jahr 1870 kehrte er nach Deutschland zurück. Bei Ausbruch des Deutsch-Französischen Krieges war er als Zeichenlehrer der Töchter Friedrichs VIII. von Schleswig-Holstein (darunter die spätere Kaiserin Auguste Viktoria) auf Schloss Primkenau (Schlesien). Danach in Dresden ansässig, war er Zeichenlehrer der Prinzessin Mathilde von Sachsen.

## Werke

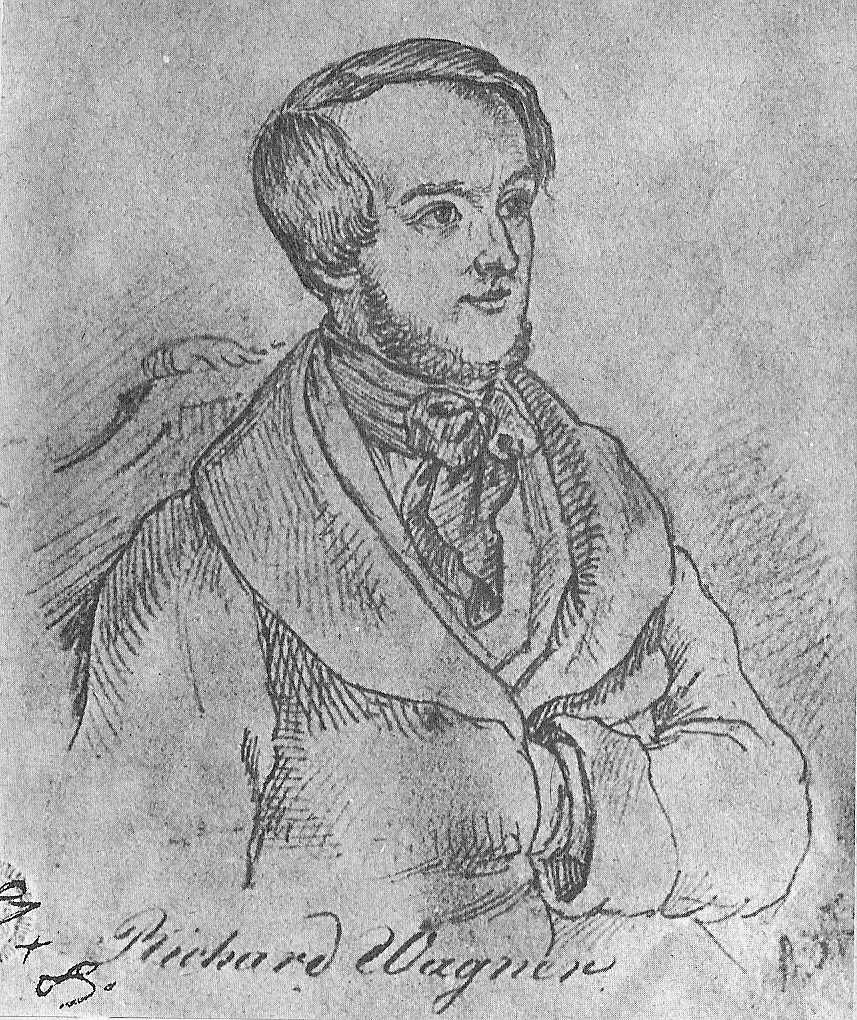
Richard Wagner 1842 in Paris, Zeichnung von Ernst Benedikt Kietz

- Den Himmel voll Hoffmannscher Spukgestalten, spielt Wagner nach Minnas Noten, um 1840, Zeichnung, Verbleib unbekannt (Köhler 2001, S. 582)
- Titelblatt zu der Heine gewidmeten Komposition Deux grenadiers von Richard Wagner, 1840, Lithographie nach eigener Zeichnung, Verbleib unbekannt (TB)
- Portrait de Mme W..., Bleistiftzeichnung, Verbleib unbekannt (Salon 1841, Nr. 1113)
- Portrait de M. Paul Delaroche, Zeichnung, Verbleib unbekannt (Salon 1842, Nr. 1062)
- Richard Wagner, 1842, Bleistift auf Papier, 33 × 26 cm, signiert u. r.: E. B: Kietz fec. Paris (Jan 40) Juni 1842, Bayreuth, Privatbesitz
- Richard Wagner und seine Halbschwester Cäcilie Avenarius, um 1844, Verbleib unbekannt (photographische Abb. im Besitz der Richard-Wagner-Gedenkstätte, Bayreuth; Zuschreibung umstritten, vgl. Geck 1970, S. 129, zuvor schon in: Otto Daube (Hg.): "ich schreibe keine Symphonien mehr". Richard Wagners Lehrjahre nach den erhaltenen Dokumenten, Köln 1960, S. 21)
- Eduard Avenarius, 1844, Kohle auf bräunlichem Papier, 41,2 × 29,5 cm, signiert u.: E. Kietz.; li.: Paris 28. Nov 1844 5 Uhr Abends, Inv. Nr. K 593, Leipzig, Stadtgeschichtliches Museum